# نيكولاو كويلو
نيكولاو كويلو (بالإنجليزية: Nicolau Coelho) كان ملاحًا ومستكشفًا برتغاليًا خبيرًا خلال عصر الاستكشاف.